# Liste der Monuments historiques in Treffrin
Die Liste der Monuments historiques in Treffrin führt die Monuments historiques in der französischen Gemeinde Treffrin auf.

## Liste der Bauwerke
| Bezeichnung              | Beschreibung              | Standort                                            | Kennzeichnung | Schutzstatus | Datum | Bild           |
| ------------------------ | ------------------------- | --------------------------------------------------- | ------------- | ------------ | ----- | -------------- |
| Pont de Sainte-Catherine | Brücke                    | auch auf dem Gebiet der Gemeinde Plounévézel (Lage) | PA00089687    | Classé       | 1964  | weitere Bilder |
| Kirche St-Louis          | Erbaut im 16. Jahrhundert | (Lage)                                              | PA00089686    | Inscrit      | 1926  | weitere Bilder |
| Friedhofskreuz           | 18. Jahrhundert           | (Lage)                                              | PA00089685    | Inscrit      | 1926  | weitere Bilder |

## Liste der Objekte

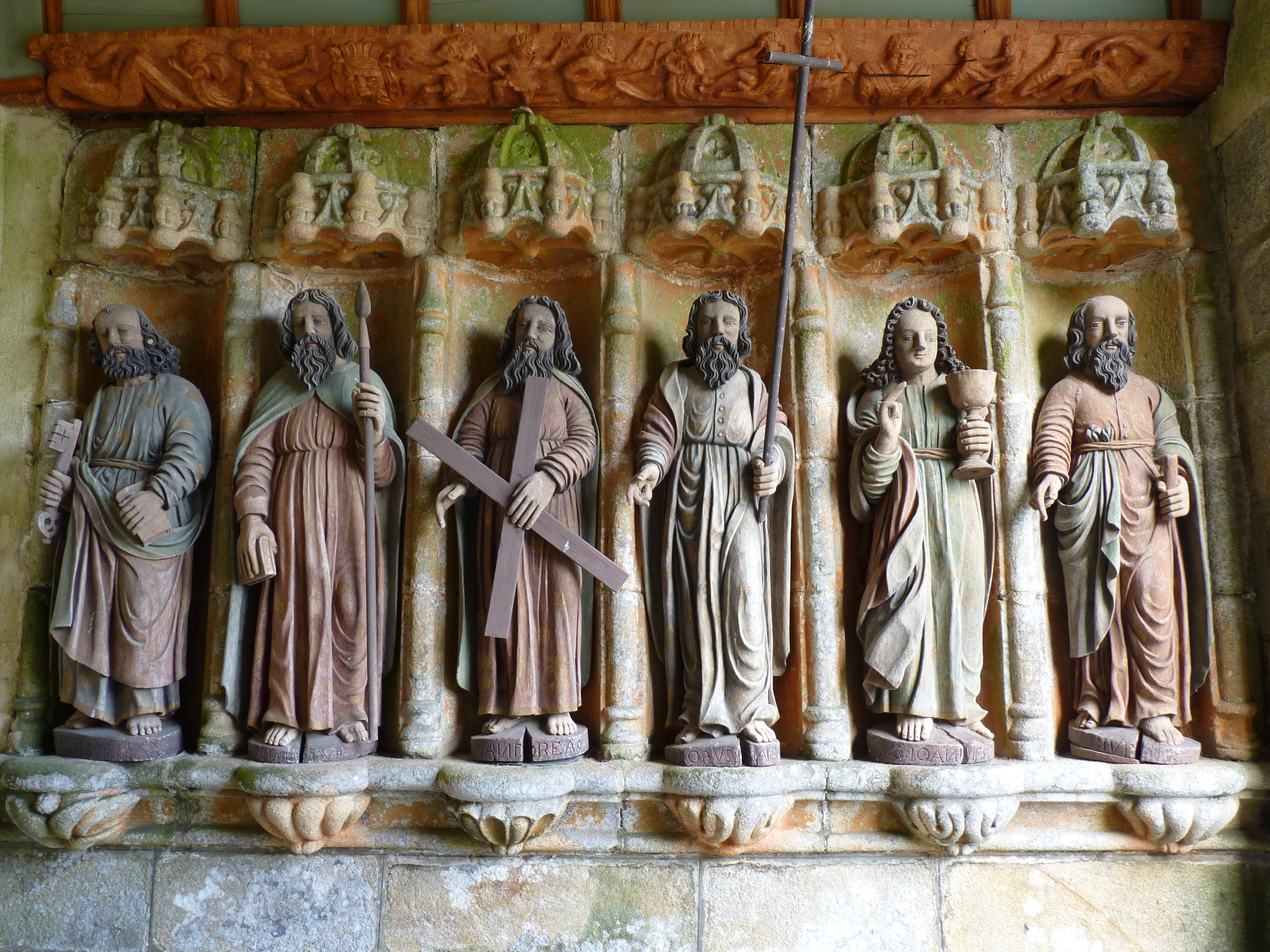
Statuen der Apostel am Eingang zur Kirche St-Louis

- Monuments historiques (Objekte) in Treffrin in der Base Palissy des französischen Kultusministeriums